# Helix (Liseberg)
Pour les articles homonymes, voir Helix.
Helix est un circuit de montagnes russes assises lancées situé à Liseberg, dans la ville de Göteborg en Suède. Ouvert depuis le 26 avril 2014, il s'agit du plus long et du plus rapide du parc.  
L'attraction, construite par Mack Rides, reçoit plusieurs Golden Ticket Awards par le journal Amusement Today, et est classée 29ème dans le top 50 des meilleures montagnes russes en métal du monde en 2016 et en 2017, avant de remonter 21e en 2018. En 2019, elle est classée 19e. 
Ce sont les premières montagnes russes au monde à posséder une réplique 1:1 en réalité virtuelle. Grâce à un Oculus Rift, les "passagers" peuvent donc découvrir le parcours en 360° sans visiter le parc. 
Le coût du parcours de montagnes russes est de 200 millions de couronnes suédoises. Environ 40 millions de plus ont été ajoutées pour le dynamitage de roches. 

## Parcours
Le parcours a la particularité de suivre le terrain, le train est donc régulièrement proche du sol. Lorsque le train sort de la station, il aborde immédiatement une courte descente, prenant de la vitesse afin d'entrer dans un corkscrew ("tire-bouchon"). Puis, le train se dirige vers la première zone de lancement et est propulsé vers un second corkscrew. Il emprunte ensuite une bosse provoquant un airtime (un moment d'apesanteur), puis vers une double inversion : un looping norvégien. Le train plonge alors vers le sol avant d'aborder une seconde bosse, qui provoque également un airtime. Un zero-g roll précède la seconde zone de lancement. Le train est alors propulsé vers un élément rare : un top hat "intérieur". Cette inversion est le point le plus haut du parcours, culminant à 41 mètres. Elle est suivie d'une troisième et dernière bosse. Pour finir, le train se dirige vers la dernière inversion : une heartline roll, avant d'être freiné. Le train passe sur la table de transfert puis rentre dans la station.
Le parcours croise plusieurs fois celui de Lisebergbanan, attraction co-produite par Anton Schwarzkopf et Zierer. Elle a aussi la particularité de suivre le terrain et donc, d'être proche du sol.

## Trains
Les trains sont composés de 5 wagons, arrangés en 2 rangs de 2 places, pour un total de 20 passagers par train. Un total de 3 trains peuvent circuler sur le parcours en même temps. Les trains possèdent des sièges ergonomiques ainsi que des lap bar, qui maintiennent le passager au niveau de la hanche. Cela est plus confortable que des harnais solides passant au niveau des épaules. 

## Jeux
Une application Helix est disponible sur Android et iOS. Durant la file d'attente, les passagers peuvent jouer à différents jeux et s'y affronter. Des écrans situés dans la file affichent les meilleurs scores. Toutes les 15 minutes, le joueur ayant fait le meilleur score gagne un Express Pass, lui permettant d'éviter de faire la file d'attente lors du tour suivant.

## Musique
La musique provient d'IMAscore, un studio déjà très réputé dans l'industrie des montagnes russes, mais également du cinéma. Ce studio fut récompensé plusieurs fois, prouvant la qualité de leurs musiques.

## Galerie

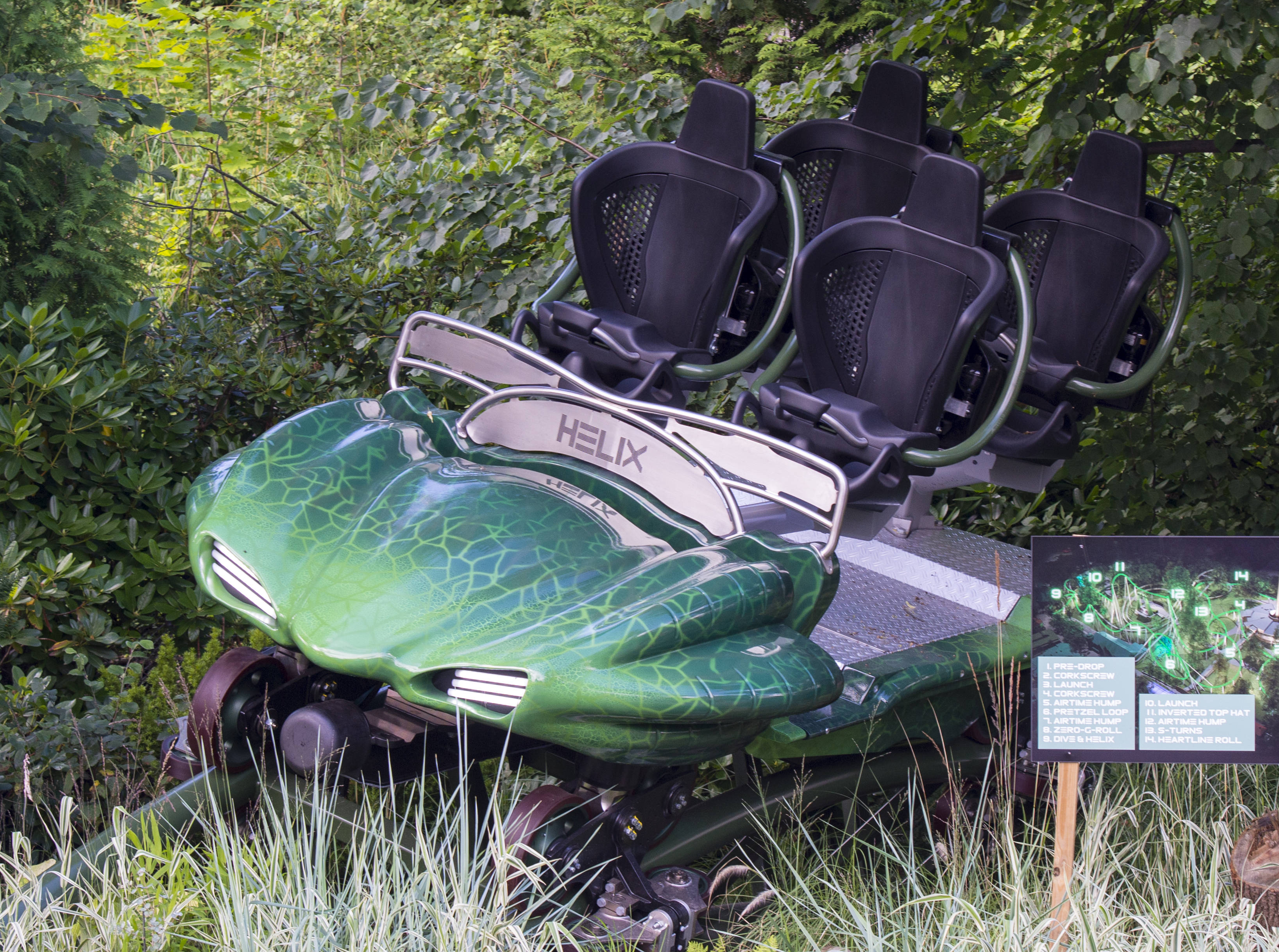
Train exposé.
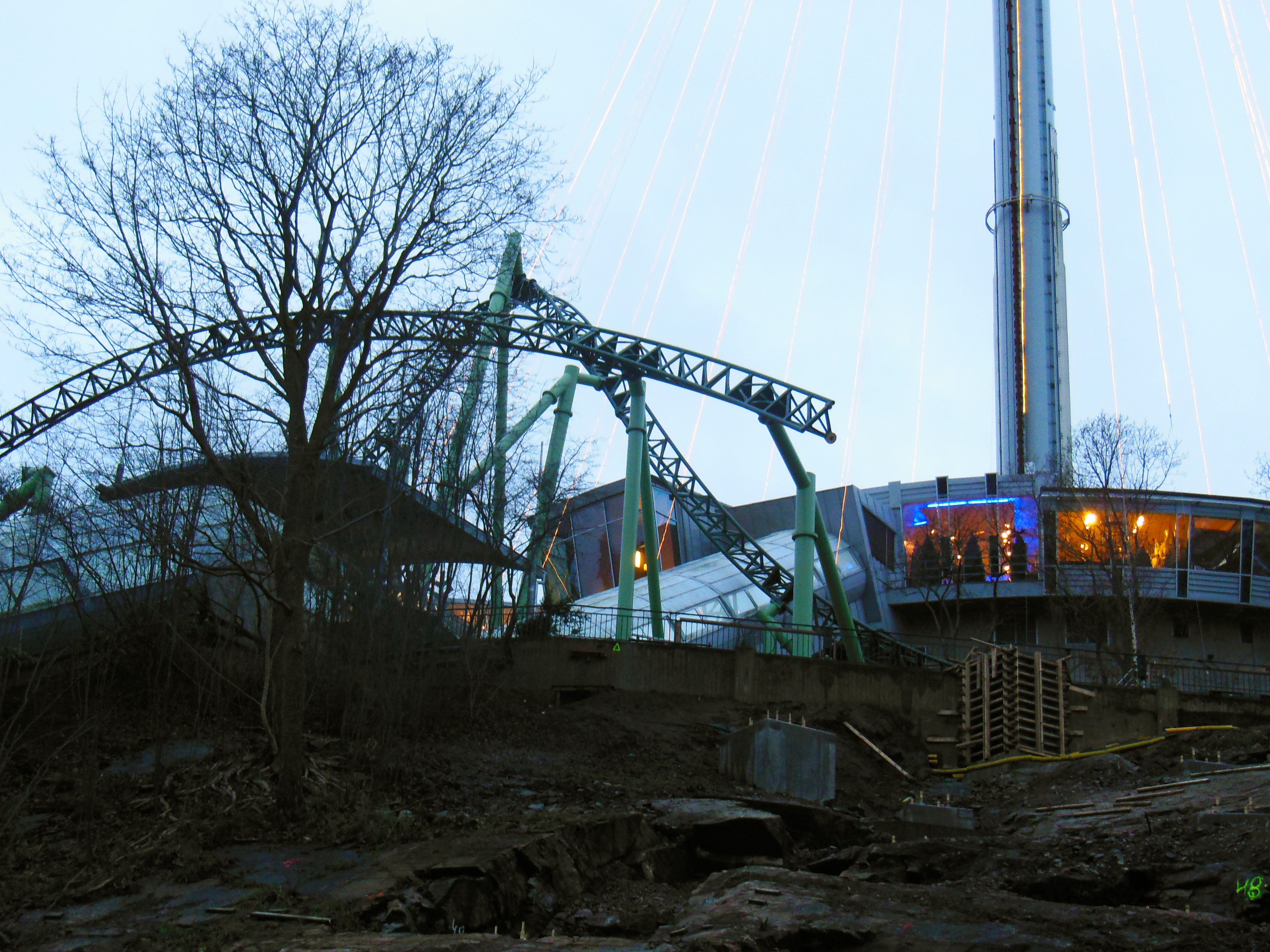
Parcours en cours d'installation.
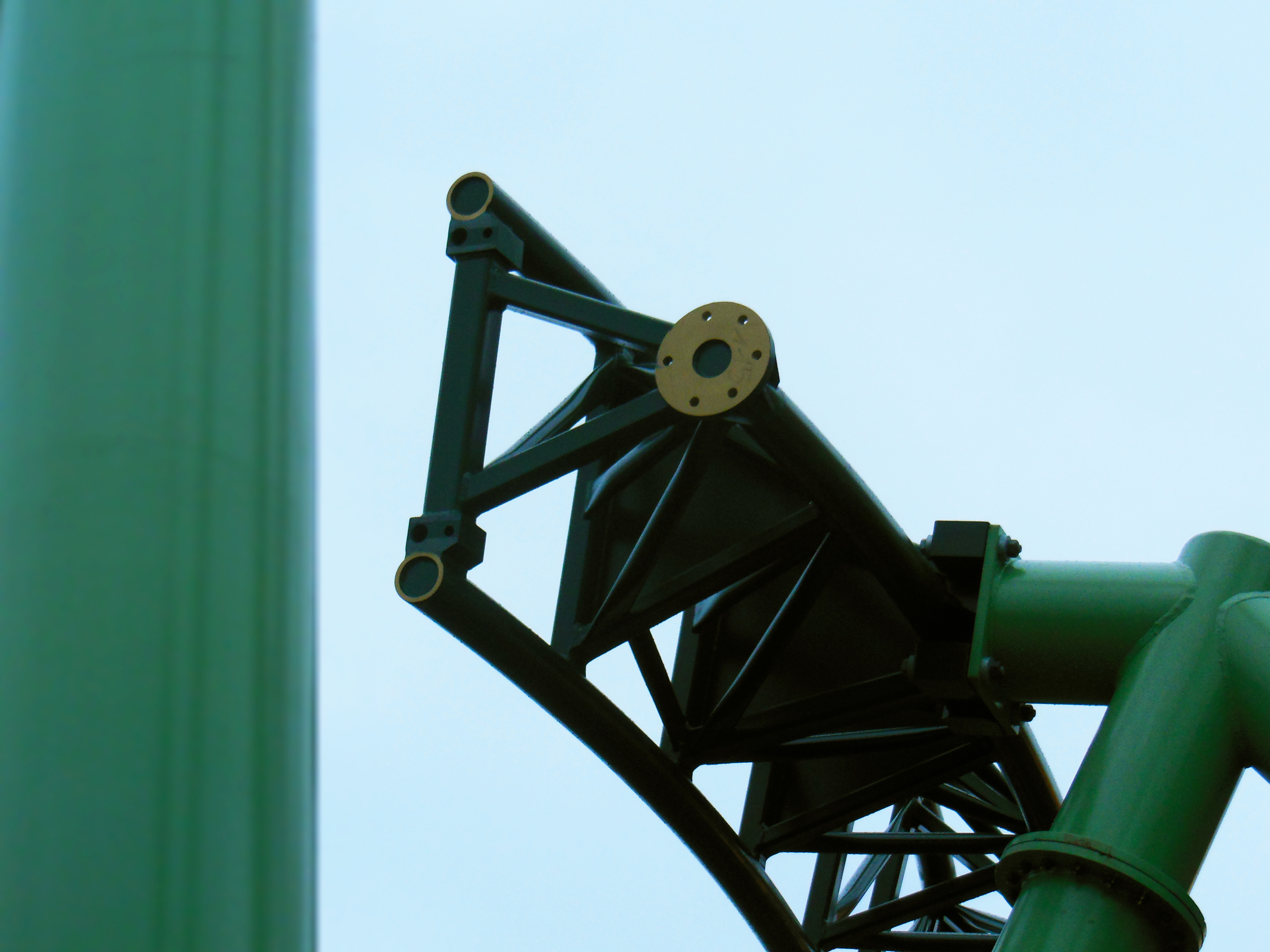
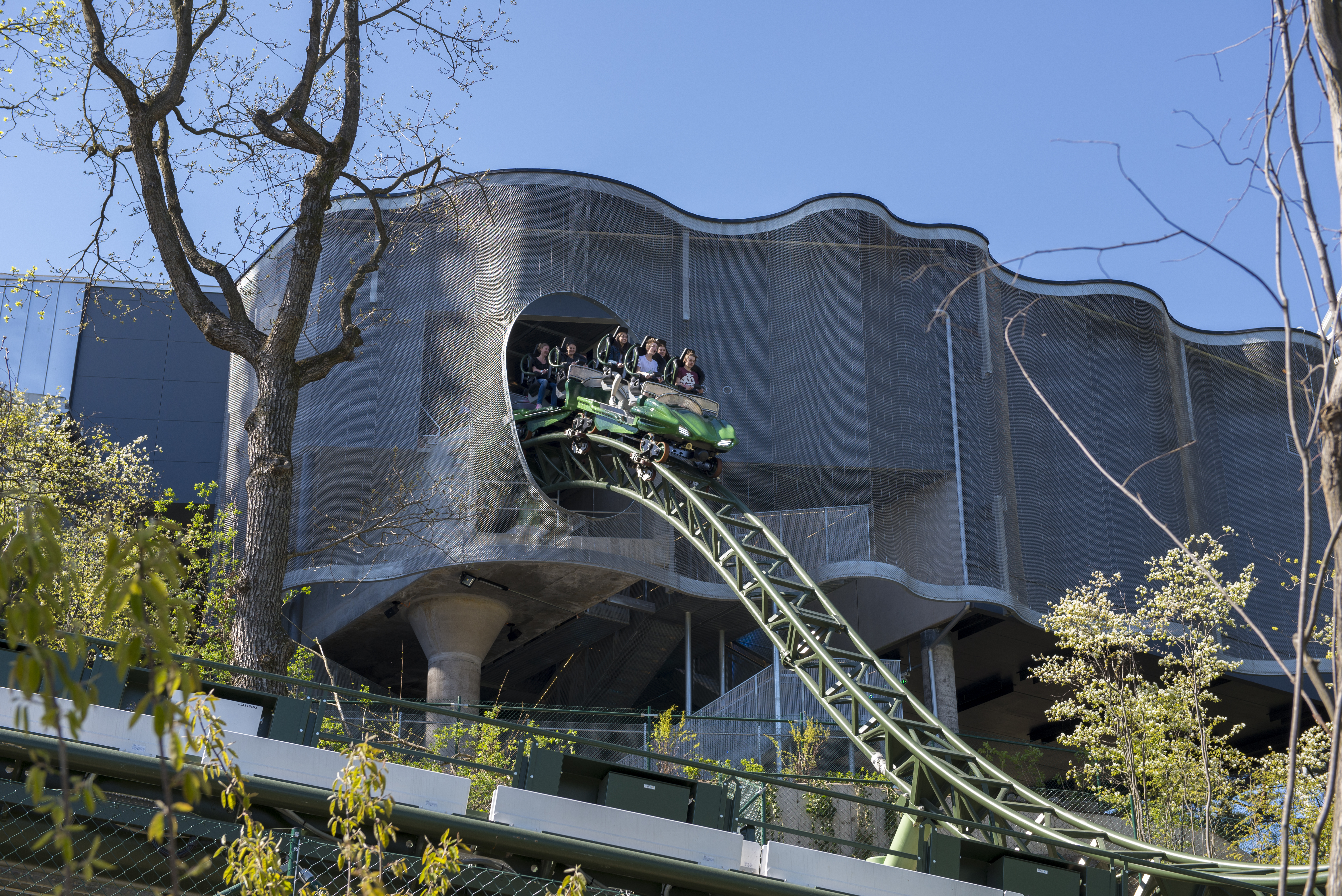
Train sortant de la station.
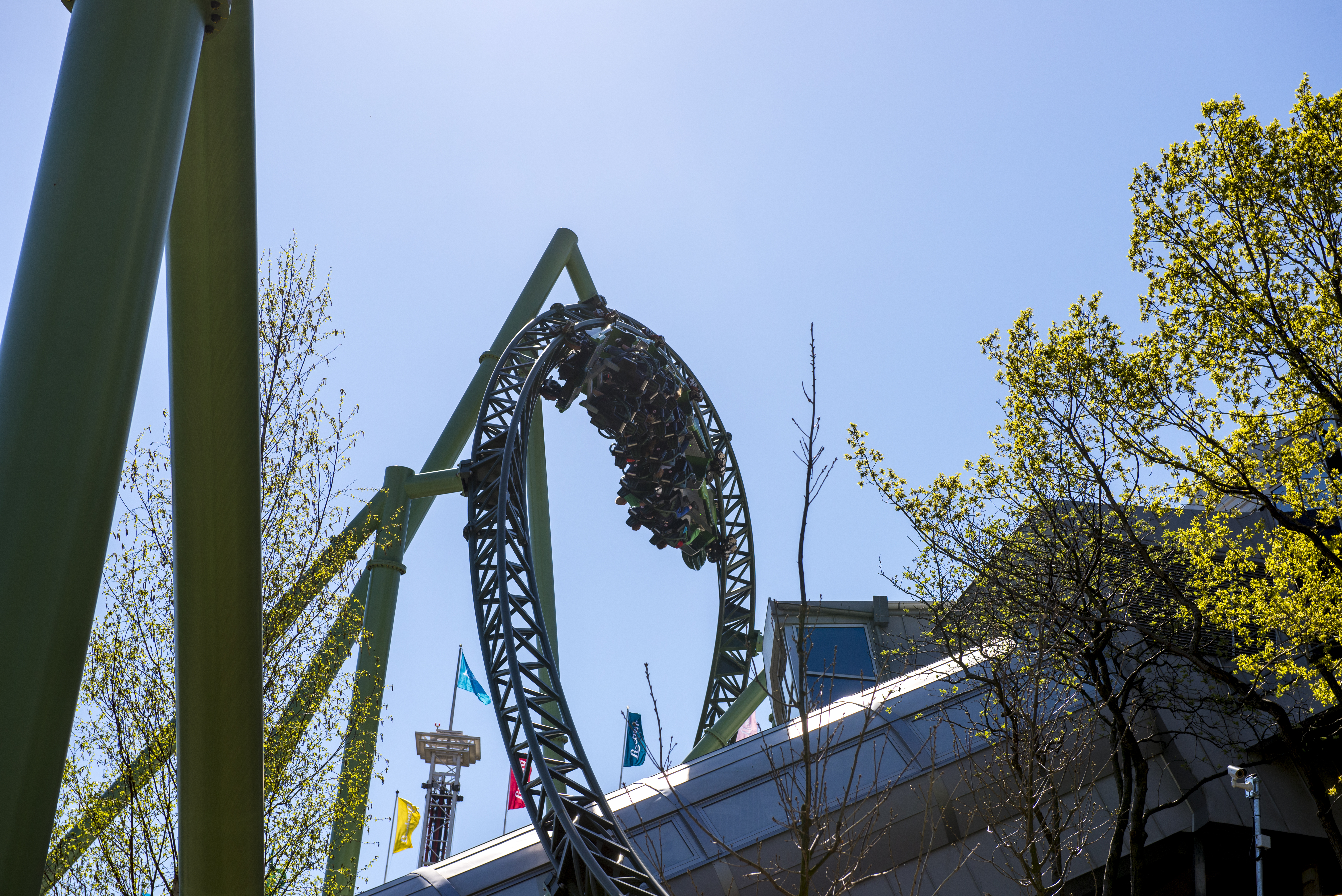